# افبوفیلی
اِفِبوفیلی (به فرانسوی: éphébophilie) به گرایش جنسی بیشتر یا فقط به نوجوانان در سنین ۱۵ تا ۱۹ سالگی گفته می‌شود. بزرگسالان دارای این گرایش، جوان‌خواه یا اِفِبوفیل نامیده می‌شوند. ابتلا به بیماری افبوفیلی گرایش به جذابیت جنسی برای نوجوان به نوجوان نیست؛ بلکه زمانی است که یک فرد بالغ به یک جوان گرایش جنسی داشته باشد.
این اصطلاح در اصل در اواخر قرن نوزدهم تا اواسط قرن بیستم بکار رفت. این یکی از ترجیحات جنسی‌ای است که با عنوان کرونوفیلیا شناخته می‌شوند؛ یعنی وقتی افراد بیشتر یا فقط از نظر جنسی جذب گروه‌های سنی خاصی می‌شوند. افبوفیلی منحصراً نشان‌دهنده ترجیح شریک‌های جنسی‌ای که در اواسط یا اواخر نوجوانی هستند، می‌باشد و نه تنها وجود حدی از کشش جنسی. در راستای این بیماری، بیماری دیگری وجود دارد به آن نوجوان‌خواهی یا هیبفلیا (Hebephilia) گفته میشود؛ به این معنی که فرد بیشتر یا فقط از نظر جنسی به افرادی که در آغاز بلوغ و جوان‌تر از سن بلوغ هستند، جذب می‌شود (۱۱ تا ۱۴ ساله). کلمه پدوفیلی به این معنی است که فرد بیشتر یا فقط از نظر جنسی به کودکان پیش از بلوغ علاقه دارد اما اصطلاح افبوفیلی برای اشاره به حالتی است که فرد گرایش به کودکان یا نوجوانان در حول و حوش بلوغ دارد و نه کودکان پیش از بلوغ.